# Danzig

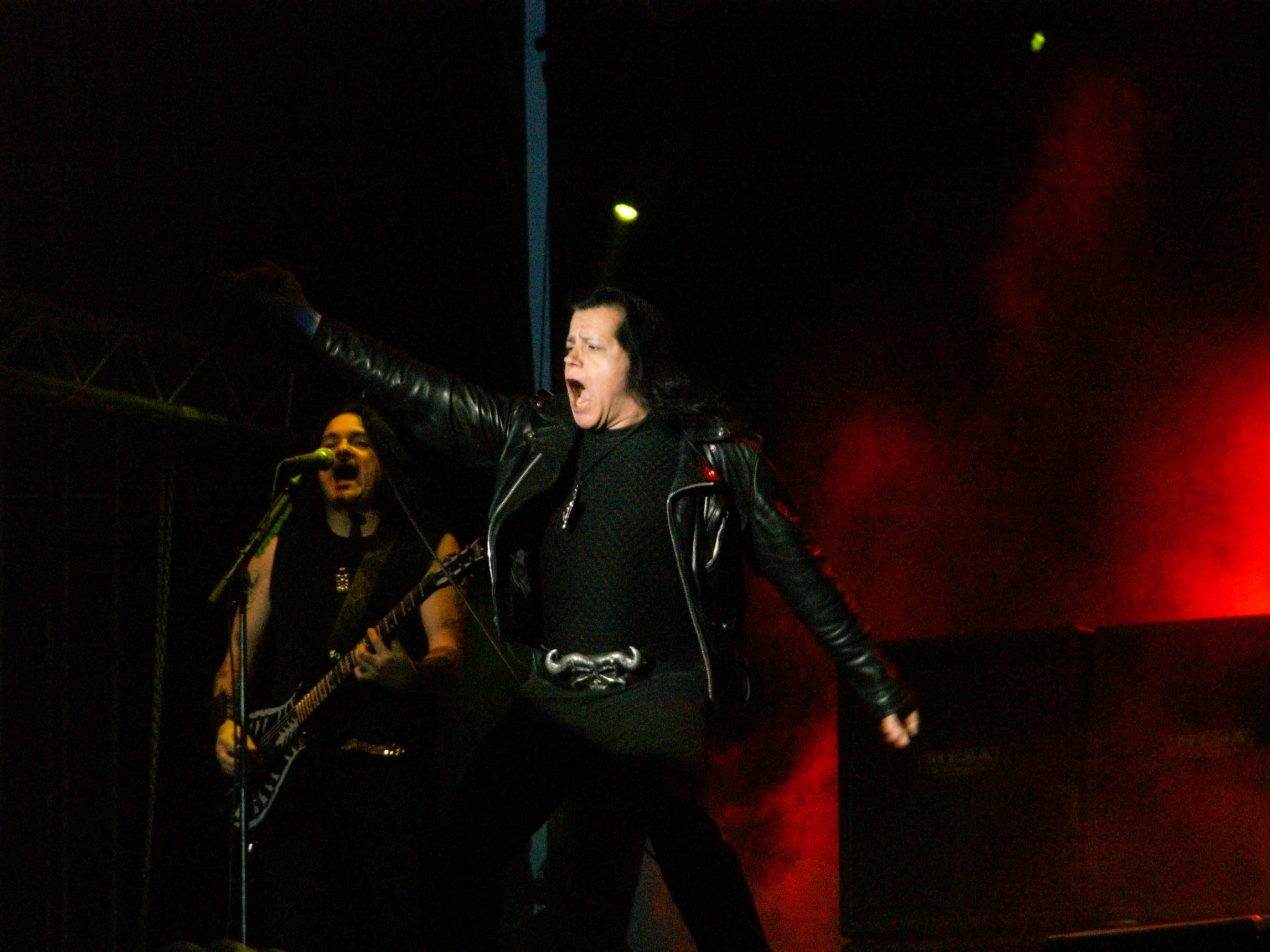

Danzig — американская метал-группа, смешивающая мрачную лирику и образы с блюз-роковыми веяниями. Группа является третьей стадией музыкальной карьеры Гленна Данцига, который до этого играл в хоррор-панк-группах The Misfits и Samhain. В 2016 году вернулся в The Misfits в качестве основного вокалиста, где поет по настоящее время.

## История

### 1986—1987
14 июля 1986, Samhain исполняли прощальный концерт в The Ritz в Нью-Йорке. На шоу присутствовал Рик Рубин, который искал группы с потенциалом, чтобы подписать их на свой звукозаписывающий лейбл, Def Jam. Во время просмотра выступления Samhain, Рубин был впечатлен вокальными способностями Гленна Данцига и его манерой поведения на сцене. После концерта Рубин встретился с Гленном и предложил заключить контракт. Изначально Рик Рубин хотел заключить контракт только с Данцигом, намереваясь сделать его вокалистом хард-рок-группы supergroup, которую Рубин планировал создать, но Данциг отказался подписывать контракт без басиста Samhain, Иири Вона, который был большим другом Гленна. Рубин согласился подписать контракт с Samhain, и начал вносить предложения касаемо нового направления группы, как он его видел. Рубин считал, что музыку группы нужно избавить от лишних элементов, и что основной отличительной чертой группы должны стать вокальные таланты Данцига.
В 1987 группа эволюционировала в прочный хард-рок коллектив, с добавившимися в состав Джоном Крайстом на гитаре и Чаком Бисквитсом (экс-Black Flag) на ударных. Чтобы отразить изменение музыкального направления и чтобы избежать необходимости когда-либо начинать заново в случае будущих перемен в составе, Данциг решает поменять название группы с Samhain на свою собственную фамилию, Danzig.

### 1987—1994 (Классическая эра)
Окончательно сформировавшись и приступив к записи как Danzig в предыдущем году, в 1988 группа выпустила одноимённый дебютный альбом на заново созданном лейбле Рика Рубина Def American (позже переименованный в American Recordings). Альбом, спродюсированный Рубином, содержал основанные на блюзе гитарные риффы и мощный мелодичный вокал Данцига — резкий контраст с грубым звучанием альбомов Samhain.
В 1990 Danzig выпустили второй альбом, Danzig II: Lucifuge, наиболее разнообразный альбом группы. Музыка альбома продолжила размывать границы между классическим блюзом и хард-роком.
В 1992 вмешательство Рубина в творчество группы пошло на убыль, и Данциг лично занялся сопродюсированием третьего альбома, Danzig III: How the Gods Kill. В следующем году группа выпустила EP Thrall: Demonsweatlive, содержащий несколько концертных треков, записанных на концерте группы в 1992, посвященном Хэллоуину, а также три новых студийных трека. Одна из песен с альбома стала хитом группы, когда живая версия «Mother» (песня с первого альбома Danzig) приобрела популярность на хард-рок радиостанциях. Новая версия видеоклипа на «Mother» была снята с использованием записей с концерта, видео попало на MTV сделав Danzig мейнстримом на то время.
Когда Danzig оказались в центре внимания, споры, окружающие лирику и образы Гленна Данцига, возросли. Консервативные христианские группы обвинили Данцига в сатанизме; Данциг опроверг эти обвинения в своём официальном заявлении через своего пресс-секретаря: «Мы приветствуем их презрение». Данциг многократно отрицал обвинения в причастности к сатанизму, утверждая, что он отвергает все религии, особенно массовые, но восхищается природой зла и едва ли считает Сатану достаточно интересной фигурой в христианской теологии.
В октябре 1993, группа вошла в студию, чтобы записать свой четвёртый студийный альбом. Данциг сказал, что на него давил звукозаписывающий лейбл, требуя записать песни с коммерческим прицелом на манер «очередной Mother», но он принял решение не отступать от своего музыкального прогресса. Он также сказал, что Рик Рубин стал все больше удаляться от группы и сделал незначительный вклад в запись четвёртого альбома, и в качестве продюсера был указан только Глен Данциг. 4 октября, 1994 был выпущен Danzig 4, более атмосферный и экспериментальный альбом по сравнению с предыдущими релизами группы, возродивший элементы продюсирования, которые Danzig почти не использовали со времён Samhain.
Альбом хорошо продался, несмотря на отсутствие хитов уровня сингла «Mother». Второй сингл с альбома, «Cantspeak», получил активную ротацию на MTV, и вошёл в рок-чарты, хотя (в отличие от «Mother») и не смог попасть в сотню лучших Hot 100. «Cantspeak» стал единственным синглом, помимо «Mother», попавшим в чарт Billboard. Обвинив Рубина в невыплате роялти и нарушении обещаний, отношения Danzig с продюсером были испорчены и группа покинула лейбл.
Тем временем состав группы начал изменяться. Первым стал Чак Бисквитс, покинувший группу летом 1994 из-за разногласий, связанных с роялти. После того, как на просьбу вернуться он ответил отказом, место ударника занял Джои Кастильо, впервые выступивший в качестве музыканта Danzig в день выхода четвёртого альбома. Хотя группа успешно провела турне с новым ударником осенью-зимой 1994-95, весной 1995 Danzig приступили к активным поискам нового гитариста. Джон Крайст, узнавший об этом и всегда бывший недовольным своей ролью и отсутствием вклада в творчество группы, покинул группу 5 июля 1995. Случайно совпало, что Иири Вон ушёл из группы в тот же самый день, завершив таким образом то, что впоследствии часто называли «классической эрой» группы. Гленн Данциг заявил, что он всегда хотел поменять состав, но оригинальный состав хорошо работал и оставался неизменным намного дольше, чем он ожидал. С завершением классической эры, каждый последующий альбом Danzig записывался с разными составами.

### 1995—1999
В 1996 вышел Danzig 5: Blackacidevil, многих удививший сильным акцентом на индустриальный рок. Данциг утверждал, что только Рик Рубин удерживал его от экспериментов с электроникой на ранних альбомах Danzig, поэтому он сгорал от желания беспрепятственно внедрить на пятом альбоме индустриальное звучание. Альбом в основном представлял собой сольную работу Данцига, хотя Джерри Кэнтрелл из Alice in Chains сыграл партии соло-гитары на трёх треках альбома, а ударные партии были закреплены за Джои Кастильо, единственным музыкантом группы, оставшимся со времён тура 4P Tour (Джои в дальнейшем принял участие в записи ещё двух альбомов Danzig, став таким образом самым долгоиграющим участником группы, не считая основного состава). В онлайновых опросах этот альбом часто становится худшим альбомом Danzig среди поклонников группы, возможно из-за резкой смены звучания по сравнению с первыми четырьмя релизами. К тому же вокал Данцига всегда был отличительной чертой группы, в то время как большинство песен на Blackacidevil содержали его вокал, сильно искаженный различными эффектами. Другие фаны группы приняли альбом благосклонно, рассматривая его как возврат Danzig к более экспериментальному стилю Samhain.
Следующие пару лет Danzig были заняты судебными препирательствами с Риком Рубином насчёт прав на неизданный материал группы, записанный на American Recordings. Получив по результатам суда все права, Danzig вошли в студию для записи шестого полноформатного альбома. В ноябре 1999 Danzig 6:66 Satan's Child был издан, вызвав смешанную реакцию у поклонников и критиков. Альбом представлял собой темный и тяжелый хард-рок, подчеркнутый умеренной электроникой, с Данцигом, поющим на многих песнях нехарактерным хриплым шепчущим голосом. Некоторые критики и поклонники описывали звучание альбома как схожее с нью-металом, жанром тяжелой музыки, которую Данциг ненавидел. Эту схожесть часто списывали на то, что продюсированием альбома занимались Джей Гордон и Амир Дерак из электропоп/нью-метал-группы Orgy

### После 2000
В 2000 состав Danzig стабилизировался с добавлением гитариста Тодда Юфа и бас-гитариста Хоуви Пиро, оба ветераны нью-йоркской панк-сцены. В 2002, с этим составом был записан и выпущен альбом Danzig 777: I Luciferi. Альбом был лишён электроники и содержал несколько наиболее мрачных и тяжёлых песен за всю историю Danzig. Несколько треков с I Luciferi отсылают к классическому звучанию группы, и многие поклонники сочли это признаком возвращения Danzig к своему раннему стилю, хотя некоторые были разочарованы качеством записи альбома.
В 2004, Danzig выпустили восьмой студийный альбом, Circle of Snakes, который, как и предыдущий альбом, многие поклонники сочли одним из лучших в плане вокала, со времен классической эры группы. На Circle of Snakes состав группы был вновь изменен и теперь включал Томми Виктора из Prong на гитаре; Виктор уже выступал в турне в качестве участника Danzig несколько лет назад, но никогда не принимал участие в записи альбома с группой. Звучание снова претерпело изменения, на этот раз в каждой песне доминирующую роль играла гитара Томми Виктора. Это стало поводом для нареканий со стороны критиков, потому что ударные и вокальные партии были похоронены под плотным звуком гитарных партий Томми.
Вскоре после выхода этого альбома, Danzig заняли место хедлайнера в туре по США Blackest of the Black tour, заменив ударника Бевана Дэйвиса (сыгравшего на Circle of Snakes) на Джонни Келли из Type O Negative. «The Blackest of the Black» был предназначен для того, чтобы наиболее любимые андеграундные группы Гленна Данцига смогли привлечь больше слушателей, а поклонники тяжелой музыки получили альтернативу фестивалю Ozzfest, который, по мнению Данцига, начинал переполняться коммерциализированными нью-метал-группами. На время концертов Blackest of the Black, проводимых в 2005, к составу Danzig присоединился наиболее известный гитарист Misfits Дойл для исполнения классических песен Misfits. Эти концерты стали первым случаем за 20 лет, когда Danzig играли с Дойлом, и билеты на многие из этих концертов были полностью проданы.
В течение 2006, Гленн Данциг неоднократно говорил в различных интервью, что все больше устает от бесконечного цикла туров, и не намерен в дальнейшем принимать участие в каких-либо крупномасштабных концертных турне. Вместо этого, Данциг планировал устраивать небольшие локальные туры, такие, как десять концертов, проведённых на западном побережье США в рамках тура 2006 Blackest of the Black. В этом туре дебютировал Кенни Хики из Type O Negative в качестве нового гитариста группы, а во время концертов на восточном побережье к составу добавился бывший участник Samhain, Стив Зинг на бас-гитаре. Данциг сказал, что планирует использовать освободившиеся от участия в турах время, чтобы закончить различных незавершённые проекты, и уделить больше внимания немузыкальным увлечениям, таким как написание сценариев к фильмам и режиссура.
В октябре 2006, Данциг выпустил Black Aria II, продолжение своего первого сольного альбома, Black Aria. Остаток года он провел за продюсированием и комплектацией The Lost Tracks of Danzig, двойного CD, который содержал 26 неизданных песен, охватывающих всё творчество Danzig, и вышел 10 июля 2007. В мае 2007 Evilive переиздали первый сольный альбом Данцига Black Aria.

## Состав группы

### Текущий состав
- Гленн Данциг — вокал, клавишные, ритм-гитара, ударные (1987-настоящее)
- Томми Виктор — соло-гитара, бас-гитара (1997—1998, 2002—2005, 2008-настоящее)
- Стив Зинг — бас-гитара, бэк-вокал (2006-настоящее)
- Джонни Келли — ударные, перкуссия (2002—2003, 2005-настоящее)

### Бывшие участники
- Джон Крайст — гитара (1987—1995)
- Том Орио-Нист — гитара (1996)
- Дэйв Кашнер — гитара (1997)
- Роберт Бенковиц — соло-гитара (2000—2002, 2007—2008)
- Джефф Чэмберс — гитара (1998—1999)
- Тодд Юф — гитара (1999—2002)
- Джо Фралоб — гитара (2005—2006)
- Кенни Хики — гитара (2006—2007)
- Коди Наколс — гитара (2007)
- Дойл Вольфганг Фон Франкенштейн — приглашённый концертный гитарист (2006)
- Иири Вон — бас-гитара (1987—1995)
- Джош Лэйзи — бас-гитара (1996—1997, 1998—2000)
- Роб Николсон — бас-гитара (1997—1998)
- Хоуви Пиро — бас-гитара (2000—2002)
- Джерри Монтано — бас-гитара (2002—2006)
- Чак Бисквитс — ударные, перкуссия (1987—1994)
- Джои Кастильо — ударные, перкуссия (1994—2002)
- Чарли Джонсон — ударные, перкуссия (2002)
- Беван Дэйвис — ударные, перкуссия (2004—2005)
- Карл Росквист — ударные, перкуссия (2007)

## Дискография

### Альбомы
| Год  | Название           | Лейбл                                | Наивысшая позиция в US Billboard | Продажи в США | Прочая информация |
| ---- | ------------------ | ------------------------------------ | -------------------------------- | ------------- | --- |
| 1988 | Danzig             | Def American                         | #125                             | 747.000+1     | дебютный альбом |
| 1990 | Lucifuge           | Def American                         | #74                              | 329.000+1     | У альбома существует две разных обложки. Одна была использована на оригинальной версии альбома, другая на переиздании.                                                                           |
| 1992 | How the Gods Kill  | Def American                         | #24                              | 422.000+      | Обложку для альбома создал Г. Р. Гигер, а точнее просто с согласия Гигера была использована его работа «Master & Margaret», слегка видоизмененная.                                               |
| 1994 | 4                  | American                             | #29                              | 274.000+      | - Последний альбом, записанный в оригинальном составе - Последний релиз на American Records - Альбом обычно называют либо Danzig IV, либо IV, 4 и Danzig 4                                       |
| 1996 | Blackacidevil      | Hollywood                            | #41                              | 124.000+      | - На этом альбоме Danzig коренным образом сменили свой стиль на индустриальный рок - Гитарист Alice In Chains Джерри Кантрелл принял участие в качестве приглашённого гитариста на этом альбоме  |
| 1999 | Satan’s Child      | E-Magine                             | #149                             | 71.000+       | В альбом вошла песня «Thirteen», которую Джонни Кэш ранее исполнил на своём альбоме 1994 года «American Recordings». Написана Данцигом, о чём свидетельствует буклет («written by Glenn Danzig») |
| 2002 | I Luciferi         | Spitfire                             | #158                             | 45.000+       | Этот альбом часто называют Danzig 777: I Luciferi или 777: I Luciferi |
| 2004 | Circle of Snakes   | Evilive                              | #183                             | 38.000+       | Этот единственный непронумерованный альбом, но в интервью Данциг называл его Danzig 8 |
| 2010 | Deth Red Sabaoth   | Evilive, The End Records             |                                  |               | |
| 2015 | Skeletons          | Evilive, Nuclear Blast               |                                  |               | Альбом кавер-версий |
| 2017 | Black Laden Crown  | Evilive, Nuclear Blast               |                                  |               | |
| 2020 | Danzig Sings Elvis | Cleopatra Records, Cleopatra Records |                                  |               | Альбом кавер-версий песен Элвиса Пресли |

1 Данные по всем тиражам от июня 2007. Тиражи Danzig и Danzig II: Lucifuge с мая 1991 по июнь 2007.

### Прочие релизы
| Год  | Название                    | Наивысшая позиция в US Billboard | Формат | Прочая информация                                    |
| ---- | --------------------------- | -------------------------------- | ------ | ---------------------------------------------------- |
| 1993 | Thrall: Demonsweatlive      | #54                              | CD     | EP, плюс концертные треки                            |
| 1996 | Sacrifice                   | —                                | CD     | EP, переиздан в 2000 с тремя бонусными треками.      |
| 2001 | Live on the Black Hand Side | —                                | CD     | двойной концертный альбом                            |
| 2007 | The Lost Tracks of Danzig   | #164                             | CD     | Двойной CD, включает неизданные треки с 1988 по 2004 |

### Синглы
Данциг комментирует запись синглов и группы, выпускающие синглы в Америке:

Синглы? Мы не делаем этого в Америке. Может быть они появятся в европейских магазинах, но в Америке только люди вроде Мадонны или N'Sync записывают синглы.

| Год  | Название                     | Позиции в чартах | Позиции в чартах | Позиции в чартах   | Альбом                |
| Год  | Название                     | US Hot 100       | US Modern Rock   | US Mainstream Rock | Альбом                |
| 1988 | «Mother»                     | #43              | -                | #17                | Danzig                |
| 1988 | «Am I Demon»                 | -                | -                | -                  | Danzig                |
| 1989 | «Twist of Cain»              | -                | -                | -                  | Danzig                |
| 1989 | «She Rides»                  | -                | -                | -                  | Danzig                |
| 1990 | «Her Black Wings»            | -                | -                | -                  | Lucifuge              |
| 1990 | «Killer Wolf»                | -                | -                | -                  | Lucifuge              |
| 1990 | «Devil’s Plaything»          | -                | -                | -                  | Lucifuge              |
| 1991 | «I’m the One»                | -                | -                | -                  | Lucifuge              |
| 1992 | «Dirty Black Summer»         | -                | -                | -                  | How the Gods Kill     |
| 1992 | «How the Gods Kill»          | -                | -                | -                  | How the Gods Kill     |
| 1993 | «Bodies»                     | -                | -                | -                  | How the Gods Kill     |
| 1993 | «Sistinas»                   | -                | -                | -                  | How the Gods Kill     |
| 1993 | «It’s Coming Down»           | -                | -                | -                  | Trall: Demonsweatlive |
| 1993 | «Mother '93»                 | -                | -                | -                  | Trall: Demonsweatlive |
| 1994 | «Until You Call on the Dark» | -                | -                | -                  | 4                     |
| 1994 | «Cantspeak»                  | -                | #40              | -                  | 4                     |
| 1994 | «Brand New God»              | -                | -                | -                  | 4                     |
| 1995 | «I Don’t Mind the Pain»      | -                | -                | -                  | 4                     |
| 1996 | «7th House»                  | -                | -                | -                  | Blackacidevil         |
| 1996 | «Sacrifice»                  | -                | -                | -                  | Blackacidevil         |
| 1997 | «Serpentia»                  | -                | -                | -                  | Blackacidevil         |
| 2000 | «Unspeakable»                | -                | -                | -                  | Satan’s Child         |
| 2002 | «Wicked Pussycat»            | -                | -                | -                  | I Luciferi            |